# Partido Puan
Puan ist ein Partido im Südwesten der Provinz Buenos Aires in Argentinien. Laut einer Schätzung von 2019 hat der Partido 15.137 Einwohner auf 6.385 km². Der Verwaltungssitz ist die Ortschaft Puan.

## Orte
Puan ist in 13 Ortschaften und Städte, sogenannte Localidades, unterteilt.
- Azopardo
- Bordenave
- Darregueira
- Estela
- Felipe Solá
- López Lecube
- Puan (Verwaltungssitz)
- San Germán
- Tres Cuervos
- Víboras
- Villa Castelar (Erize)
- Villa Durcudoy (17 de agosto)
- Villa Iris